# Гоблін (пістолет-кулемет)

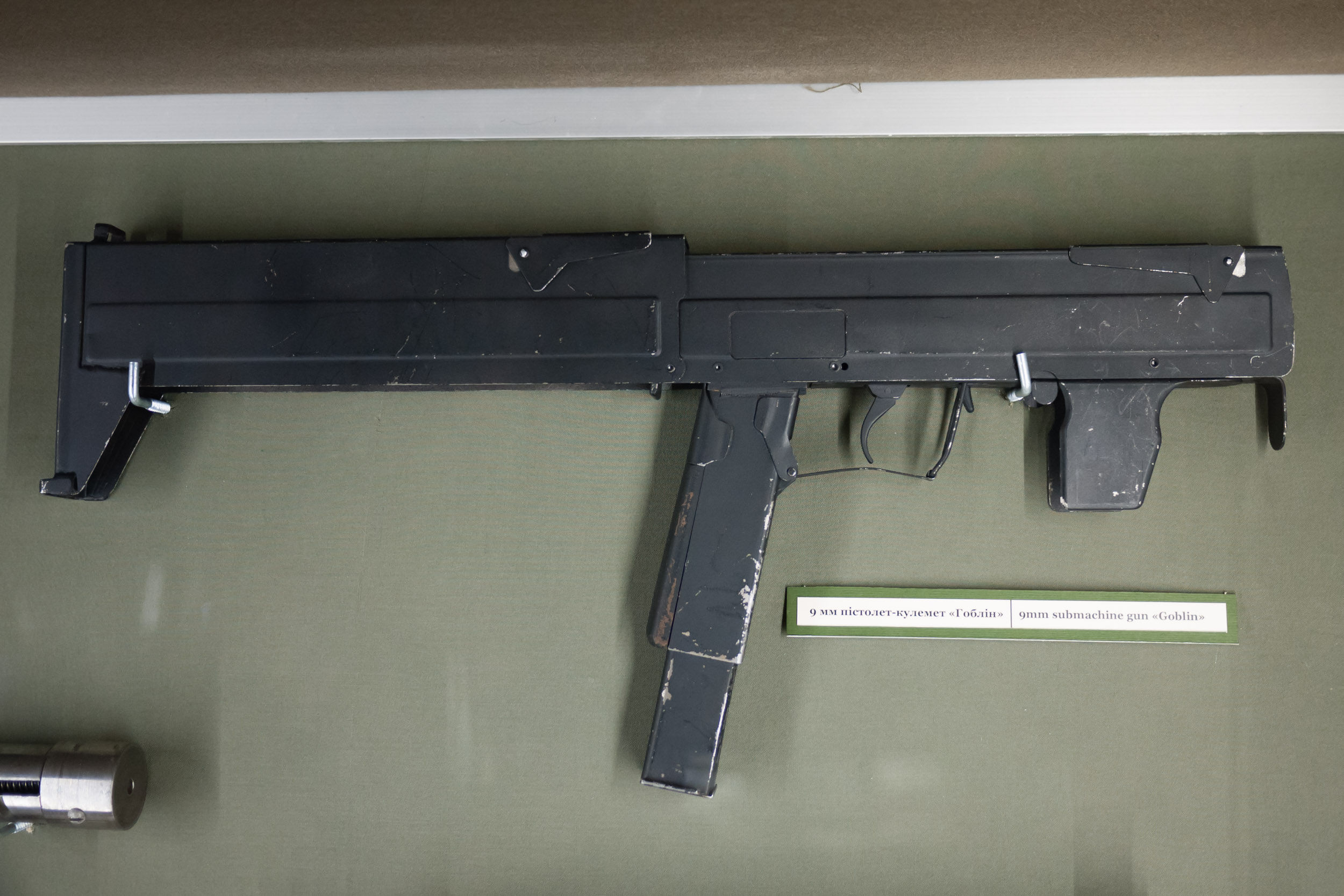
«Гоблін»

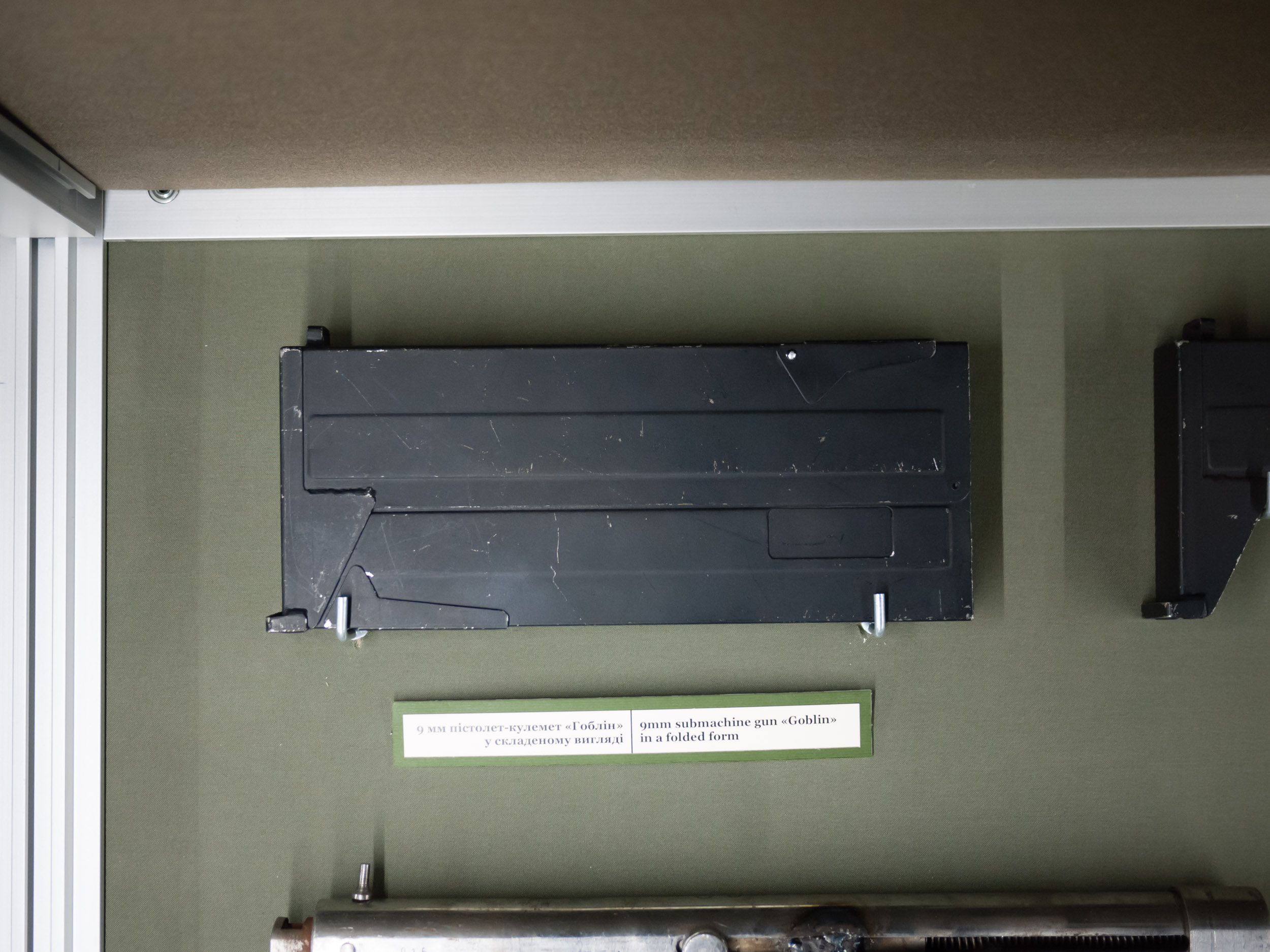
«Гоблін» у складеному вигляді

Гоблін — український складаний пістолет-кулемет для прихованого носіння. Розробки київського професора Ігора Олексієнка на початку 1990-х років.

## Історія
У 80-х роках ХХ століття в Сполучених Штатах Америки був розроблений тип вогнепальної зброї – складаний пістолет-кулемет для прихованого носіння, щоб озброїти поліцейських, охоронців, співробітників спецслужб.
А вже через 10 років цю ідею підхопили в «Київському конструкторському бюро Спеціальної Техніки» (КБСТ) під керівництвом професора Ігоря Олексієнка. Проект отримав назву «Гоблін» (у деяких джерелах – «Трансформер») і його було реалізовано у 1994 році.
Розробники планували, що така зброя стане у пригоді співробітникам СБУ, екіпажам бойових гелікоптерів і БМП, а також різним спеціальним підрозділам МВС.
Пістолет-кулемет складається з однакових за розмірами зчленованих разом металевих коробок, в одній із яких монтуються ствол, затвор, ударно-спусковий механізм та пістолетне руків'я, в яке вставляється магазин коробчастої форми. Друга коробка виконана у вигляді приклада і в розкладеному стані виконує його роль.
«Гоблін» повинен був випускатися в двох варіантах – під набій 9х18 ПМ та 9х19 парабелум. У складеному пістолеті-кулеметі «Гоблін» автоматика працює за принципом напіввільного затвора. Більшість деталей виготовляють методом холодного штампування.
Магазин коробчастого типу на 25 набоїв (існував варіант на 32 набої) вставляється в пістолетне руків'я. Прицільні пристосування складного типу.
Для прихованого носіння «Гоблін» «переломлюється» навпіл навколо осі ззаду казенної частини ствола. Стрільба з нього може вестися автоматичним вогнем і фіксованими чергами по два набої. Для перемикання режимів вогню спусковий гачок пересувається праворуч або ліворуч.
Для запобігання перегріву ствола при тривалому автоматичному вогні зроблено примусове охолодження його повітрям, аналогічне такому ж на італійському пістолеті-кулеметі «Спектр», коли затвор проганяє повітря через кожух ствола. Можливе встановлення глушника.
На випробуваннях зброї при стрільбі з дистанції 100 метрів по грудній мішені було зроблено 85% влучень.
Попри схвальні відгуки, що новий пістолет-кулемет «Гоблін» невибагливий, зручний і практичний, він так і не був запущений у серійне виробництво. Подальші розробки «Гобліна» були припинені в зв’язку з незатребуваністю зброї такого типу та закриттям «КБ-СТ». Станом на початок 2018 року пістолет-кулемет зберігся в єдиному екземплярі.

## Тактико-технічні характеристики
- Калібр: 9 мм набій: 9х18 ПМ або 9х19 парабелум
- Довжина: 510 мм (у розкладеному стані), 290 мм (у складеному)
- Маса: 1,9 кг (без магазина)
- Швидкострільність: 500 пострілів на хвилину
- Прицільна дальність стрільби: 100 м
- Початкова швидкість кулі: 380 м/с